# هنری لارنس (بازیکن فوتبال)
هنری لارنس (انگلیسی: Henry Lawrence؛ زادهٔ ۲۱ سپتامبر ۲۰۰۱) بازیکن فوتبال اهل انگلستان است.
وی همچنین در تیم‌های ملی فوتبال زیر ۱۹ سال انگلستان و زیر ۲۰ سال انگلستان بازی کرده‌است.

## دوران حرفه‌ای

### باشگاهی

#### چلسی
لارنس کار خود را در رده‌های پایه با باشگاه فوتبال چلسی آغاز کرد و اولین قرارداد حرفه‌ای خود را با این باشگاه امضا کرد. در ژوئیه ۲۰۲۱ به صورت قرضی به باشگاه فوتبال ویمبلدون رفت.

#### ویمبلدون
او برای داشتن فرصت بازی بیش‌تر، به صورت قرضی به چمپیونشیپ و باشگاه فوتبال ویمبلدون پیوست.

### ملی
لارنس بازیکن تیم ملی فوتبال انگلستان در سطوح زیر ۱۹ سال و زیر ۲۰ سال بوده‌است.